# Hawthorne (série de televisão)
'Hawthorne' (às vezes estilizado 'HawthoRNe') foi uma série de televisão de drama médico americano criada por John Masius. Ela estrelou no TNT (canal de televisão) em 16 de junho de 2009. Na quinta-feira de 16 de setembro de 2010, foi anunciado que 'Hawthorne' foi renovado para uma terceira temporada que consiste em dez episódios. A temporada estreou em 14 de junho de 2011, e terminou em 16 de agosto de 2011.
Em 2 de setembro de 2011, foi anunciado que a TNT havia decidido não renovar Hawthorne para uma quarta temporada, portanto, a final da temporada 3, um cliffhanger (roteiro), foi a final da série.

## Premissa
Christina Hawthorne é apresentada como Chefe de Enfermagem chefiando um grupo de enfermeiras no Richmond Trinity Hospital em Richmond, Virgínia. Ela é muito apaixonada por seu trabalho e sempre defende seus pacientes e seu pessoal, mesmo quando isso ameaça seu trabalho. O Richmond Trinity Hospital é fechado mais tarde e o pessoal é transferido para o James River Hospital. Enquanto se aclima ao novo ambiente de trabalho, ela também deve lidar com um novo relacionamento que ela formou com o Dr. Tom Wakefield, o Chefe de Cirurgia. A Dra. Wakefield quer compromisso e ela ainda não tem certeza se pode se aproximar de outra pessoa. Na terceira temporada, eles se casam e enfrentam desafios, incluindo perda e infidelidade.

## Elenco principal
- Jada Pinkett Smith como Christina Hawthorne
- Michael Vartan como Dr. Tom Wakefield
- David Julian Hirsh como Enfermeiro Ray Stein (temporada 1–2)
- Suleka Mathew como Encarregado de enfermagem Bobbie Jackson (temporada 1-2)
- Christina Moore como Enfermeira Candy Sullivan (temporada 1-2; convidada na temporada 3)
- Hannah Hodson como Camille Hawthorne
- Vanessa Lengies como Kelly Epson (temporada 2-3)
- Marc Anthony como Detetive Nick Renata (temporada 3; recorrente na temporada 2)
- Anne Ramsay como Dra. Brenda Marshall (temporada 3; recorrente na temporada 1-2)
- Adam Rayner como Dr. Steve Shaw (temporada 3; recorrente na temporada 2)
- Derek Luke como Dr. Miles Bourdet (temporada 3)
- James Morrison como John Morrisey (temporada 3; recorrente na temporada 1-2)

## Recorrentes
- Aisha Hinds como Isabel Walsh (temporada 1-2)
- Collins Pennie como Marcus Leeds (temporada 2)
- Vanessa Bell Calloway como Gail Strummer (temporada 2-3)

## Recepção da crítica
Amy Amatangelo do Boston Herald deu ao programa uma nota de "D+", comentando: "'HawthoRNe' não pode fazer um diagnóstico. É uma comédia; é um drama. É uma bagunça, na frente de Jada Pinkett Smith, fazendo um retorno à série de televisão como Christina Hawthorne, a chefe de enfermagem do Richmond Trinity Hospital e sobre a coisa mais próxima de uma figura celestial na pequena tela desde que Roma Downey voou em Touched by an Angel".[carece de fontes?] Em uma crítica para Zap2it, Amatangelo comentou "A cada episódio que passa, eles parecem estar escrevendo Christina (Jada Pinkett Smith) cada vez mais fundo em um canto". Ela não pode estar sempre em alvoroço sobre tudo ou sempre fazer de herói. O espetáculo não pode se centrar em torno dela às custas de todos os outros". Greg Braxton do Los Angeles Times observou: "Tom Shales no Washington Post sugeriu que 'HawthoRNe' é 'um show que precisa de cuidados de emergência'".[carece de fontes?] Em uma avaliação do programa do Bangor Daily News, Dale McGarrigle escreveu que "Também está fraco em comparação com outros dramas originais em seu próprio canal".[carece de fontes?] Alan Pergament do The Buffalo News criticou a decisão da atriz principal de estrelar na série: "Jada Pinkett Smith, a atriz casada com o superstar do cinema Will Smith, deve estar ficando um pouco entediada ultimamente. E agora ela vai entediar alguns de nós. Não há outra explicação para sua decisão de estrelar na rotina 'HawthoRNe' da TNT como a última mulher forte e com falhas na rede de TV a cabo".[carece de fontes?]

## Prêmios e nomeações
NAACP Image Awards
- 2010: Ganhou—"Atriz de destaque em uma série dramática" para Jada Pinkett Smith
- 2010: Nomeado—"Série de Dramaturgia de Destaque"
- 2011: Nomeado—"Atriz de destaque em uma série dramática" para Jada Pinkett Smith
- 2011: Nomeado—"Atriz Coadjuvante de Destaque em uma Série Dramática para Vanessa Bell Calloway
- 2011: Nomeado—"Série de Dramaturgia de Destaque"
- 2011: Ganhou—"Prêmio OP"

Prism Awards
- 2010: Nomeado—"Desempenho em um Episódio Dramático" para Jada Pinkett Smith
- 2010: Nomeado—"Série Drama Episódio - Uso de Substância"

NAMIC Vision Awards
- 2010: Nomeado—"Drama"